# Piano silencieux

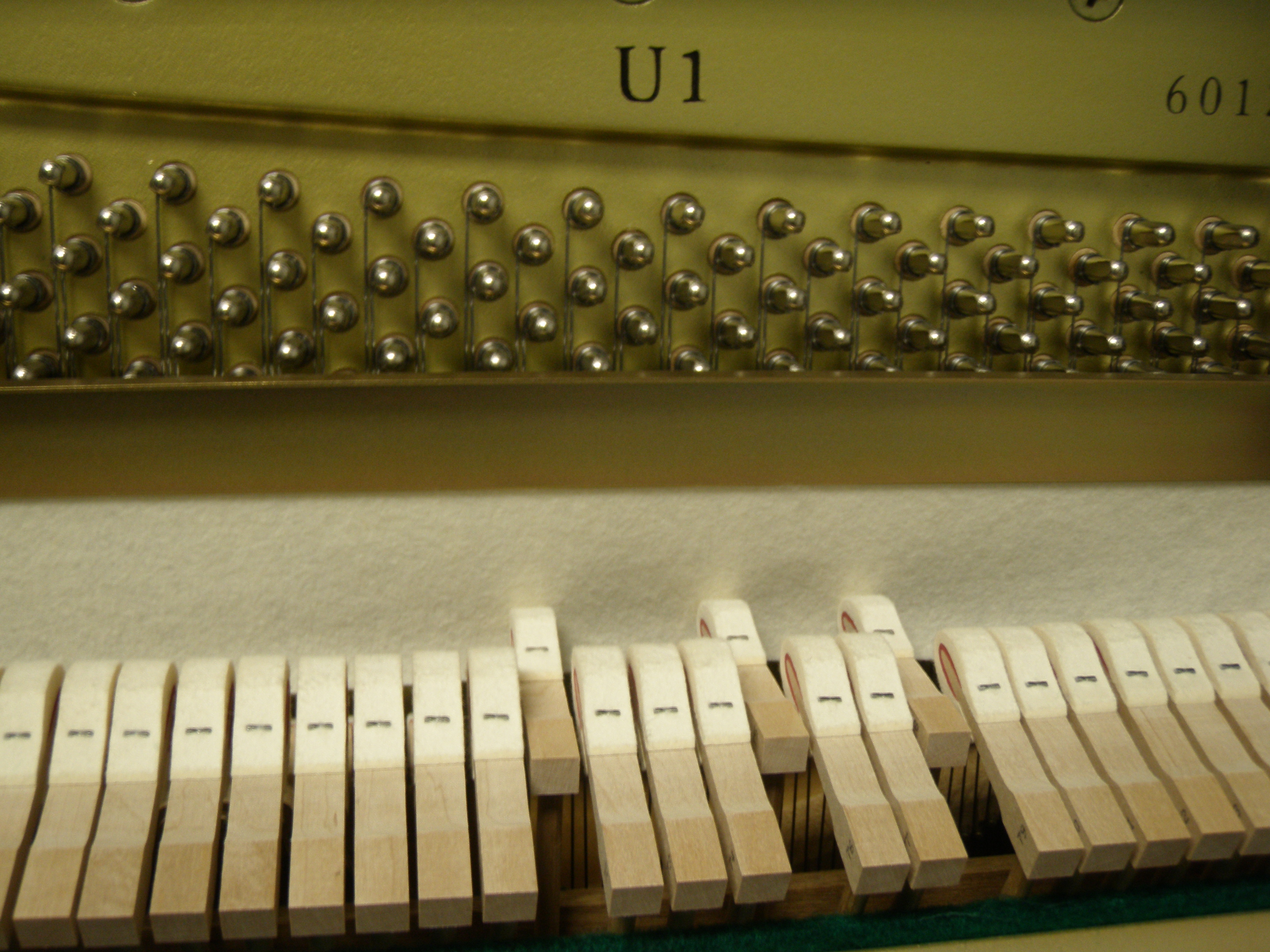
Intérieur d'un piano silencieux Yamaha

Un piano silencieux est un piano acoustique muni d'un système silencieux permettant de jouer sans produire de son, ou plus récemment de s’écouter grâce à un casque audio sans déranger son entourage.
Les premiers pianos silencieux étaient munis d'un dispositif mécanique permettant simplement d'étouffer la frappe des marteaux sur les cordes. Par la suite, le piano silencieux est muni de capteurs, installés sous le clavier et les pédales. En mode silencieux, les marteaux sont bloqués par une barre de butée avant qu'ils ne frappent les cordes, et les mouvements des touches sont mesurés par des capteurs. Les premiers modèles utilisaient des capteurs mécaniques, modifiant le toucher et produisant un cliquettement importun [réf. nécessaire]. Aujourd'hui, les systèmes silencieux modernes utilisent des capteurs optiques qui n'affectent ni le toucher ni le son du piano. Il est possible d'adapter ce type de système sur un piano classique, les premiers kits à installer fonctionnaient avec des leviers à ressorts de rappel placés sous les touches modifiant le toucher, les kits actuels les plus performants utilisent des capteurs à drapeaux identiques aux silencieux montés d'usine.
Une fois mesuré, le mouvement de la touche est converti en un signal MIDI qui peut être envoyé vers un échantillonneur, permettant au piano d'être utilisé comme un instrument numérique avec un casque audio. Un piano silencieux peut également être relié à un ordinateur.